# Fest Sándor
Fest Sándor (Szepesváralja, 1883. november 21. – Budapest, 1944. december 30.) filológus, egyetemi tanár, 1938-tól az MTA levelező tagja.

## Élete
Fest Sándor és Westphal Eliz fia. Egyetemi tanulmányait a Budapesti Tudományegyetemen végezte az Eötvös József Collegium tagjaként, ahol 1906-ban angol–német–magyar szakos tanári oklevelet szerzett. A következő évben bölcsészdoktorrá avatták. 1907–1911 között a brassói főreáliskolában tanított, majd a budapesti gyakorló gimnázium tanára volt. Több ízben járt tanulmányúton Angliában és az Amerikai Egyesült Államokban. 1925-ben Grazba költözött, ahol az általa alapított internátust vezette. 1934-ben hazatért és Budapesten az evangélikus gimnázium tanára lett, közben a Pázmány Péter Tudományegyetemen az angol filológia tárgyköréből magántanárrá képesítették. 1935-ben az Eötvös-kollégium tanára. 1938-tól a Debreceni Magyar Királyi Tisza István Tudományegyetemen az angol nyelv és irodalom nyilvános rendes tanára, illetve 1943–1944-ben a kari dékán. 1944 végén feleségével és lányával együtt bombatámadás áldozata lett. 
A hazai angol filológia egyik kiváló kutatója. 1936–1944 között szerkesztette az általa alapított Angol Filológiai Tanulmányok hat kötetét. Több tankönyv és szótár szerkesztője volt. Tanulmányaiban főleg az angol–magyar irodalmi és történeti kapcsolatok felderítésével foglalkozott.
Első házastársa Szeberényi Lujza volt, akitől Ilona (1919–1944) nevű lánya született. Második felesége Doleschall Erzsébet (1893–1944) volt.

## Művei
- Hangátvetés a magyar nyelvben (Budapest, 1907)
- Angol irodalmi hatások hazánkban Széchenyi István fellépéséig (Budapest, 1917)
- Angolok Magyarországon a reformkorszakban, 1825–1848 (Budapest, 1920)
- Wyclifista hatások az első magyar bibliafordításban. Studies In English Philology II. (Budapest, 1937)
- The sons of Eadmund Ironside, anglo-saxon king at the court of Saint Stephen. Archivum Europae Centro-Orientalis 4/1-3, 115-146. (1938)
- Yolland Emlékkönyv. Szerk. Országh Lászlóval, Szentkirályi Józseffel. (Budapest, 1944)
- Skóciai Szent Margittól a walesi bárdokig. Budapest, 2000, ISBN 963910440Xó